# Batilo (poeta)
Batilo fue un poeta latino muy mediocre, cuyo nombre no habría pasado ciertamente a la posteridad sin un incidente que le puso en evidencia: una mañana en la puerta del palacio de Augusto aparecieron dos versos anónimos que el emperador elogió; Batilo se los apropió diciendo que eran suyos, pero Virgilio, que era su verdadero autor debajo de los dos versos escribió otro tercero que decía: Hos ego versiculos feci, tulit alter honores y a continuación el principio de otros cuatro versos con la frase: Sic vos non vobis...desafiando al poetastro a que los concluyera; Augusto le mandó llamar para que así lo hiciera, lo que no pudo hacer cayendo en el ridículo más completo. Virgilio los terminó después.